# Front Parlour Ballads
Front Parlour Ballads je jedenácté sólové studiové album britského zpěváka a kytaristy Richarda Thompsona, vydané v srpnu 2005 u vydavatelství Cooking Vinyl. Thompson celé album nahrál ve své garáži a všechny nástroje nahrál sám; výjimkou jsou perkuse ve dvou písních, na které hrál Debra Dobkin.

## Seznam skladeb
Autorem všech skladeb je Richard Thompson.
| Pořadí | Název                       | Délka |
| ------ | --------------------------- | ----- |
| 1.     | Let It Blow                 | 4:52  |
| 2.     | For Whose Sake?             | 2:30  |
| 3.     | Miss Patsy                  | 3:57  |
| 4.     | Old Thames Side             | 4:03  |
| 5.     | How Does Your Garden Grow?  | 2:09  |
| 6.     | My Soul, My Soul            | 5:33  |
| 7.     | Cressida                    | 3:26  |
| 8.     | Row, Boys Row               | 2:33  |
| 9.     | The Boys of Mutton Street   | 2:53  |
| 10.    | Precious One                | 3:48  |
| 11.    | A Solitary Life             | 4:10  |
| 12.    | Should I Betray?            | 3:29  |
| 13.    | When We Were Boys at School | 3:25  |

## Obsazení
- Richard Thompson – elektrická kytara, akustická kytara, mandolína, akordeon, baskytara, zpěv
- Debra Dobkin – perkuse